# Furman mot Georgia
Furman mot Georgia var en rättegång 1972 där USA:s högsta domstol beslutade att dödsstraff stred mot författningen. Domen kom fem år efter att straffet upphört att verkställas i praktiken.
Efter detta beslut skedde ingen avrättning förrän Gregg mot Georgia-rättegången 1976 hade förklarat att dödsstraff var tillämpligt för grövre former av mord efter särskild prövning. Det följdes av avrättningen av Gary Gilmore i januari 1977, varmed straffet åter togs i bruk.